# Herrens himmelsfärds kyrka, Mišljenovac
Herrens himmelsfärds kyrka (serbisk kyrilliska: Црква Вазнесења Господњег; latinska: Crkva Vaznesenja Gospodnjeg) är en serbisk-ortodox kyrkobyggnad belägen i byn Mišljenovac, i staden och kommunen Kučevo, i den statistiska regionen Södra och östra Serbien, i Serbien.
Kyrkan är helgad åt Kristi himmelsfärd och tillhör Braničevos stift.

## Bilder

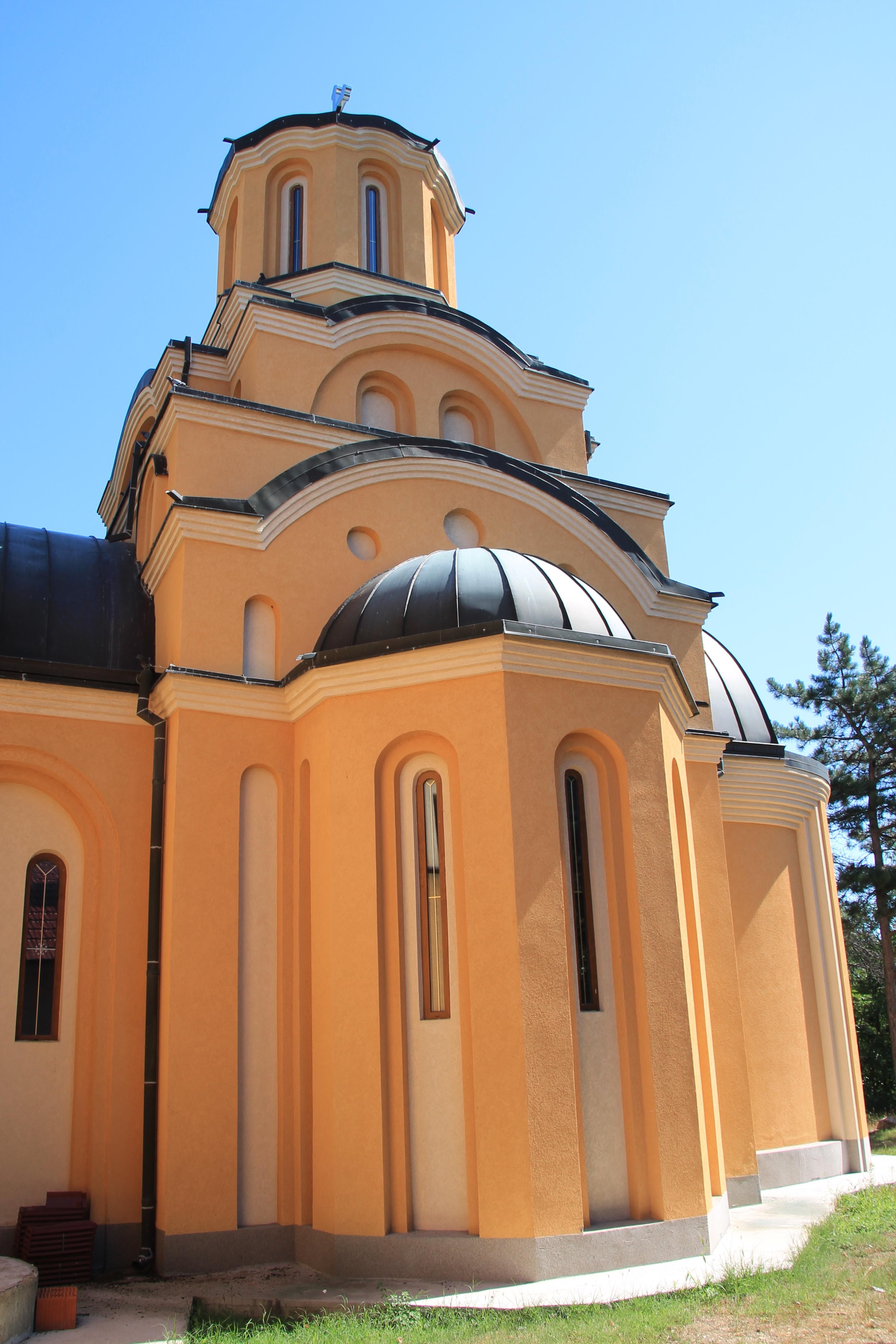
Baksidan och absiden.
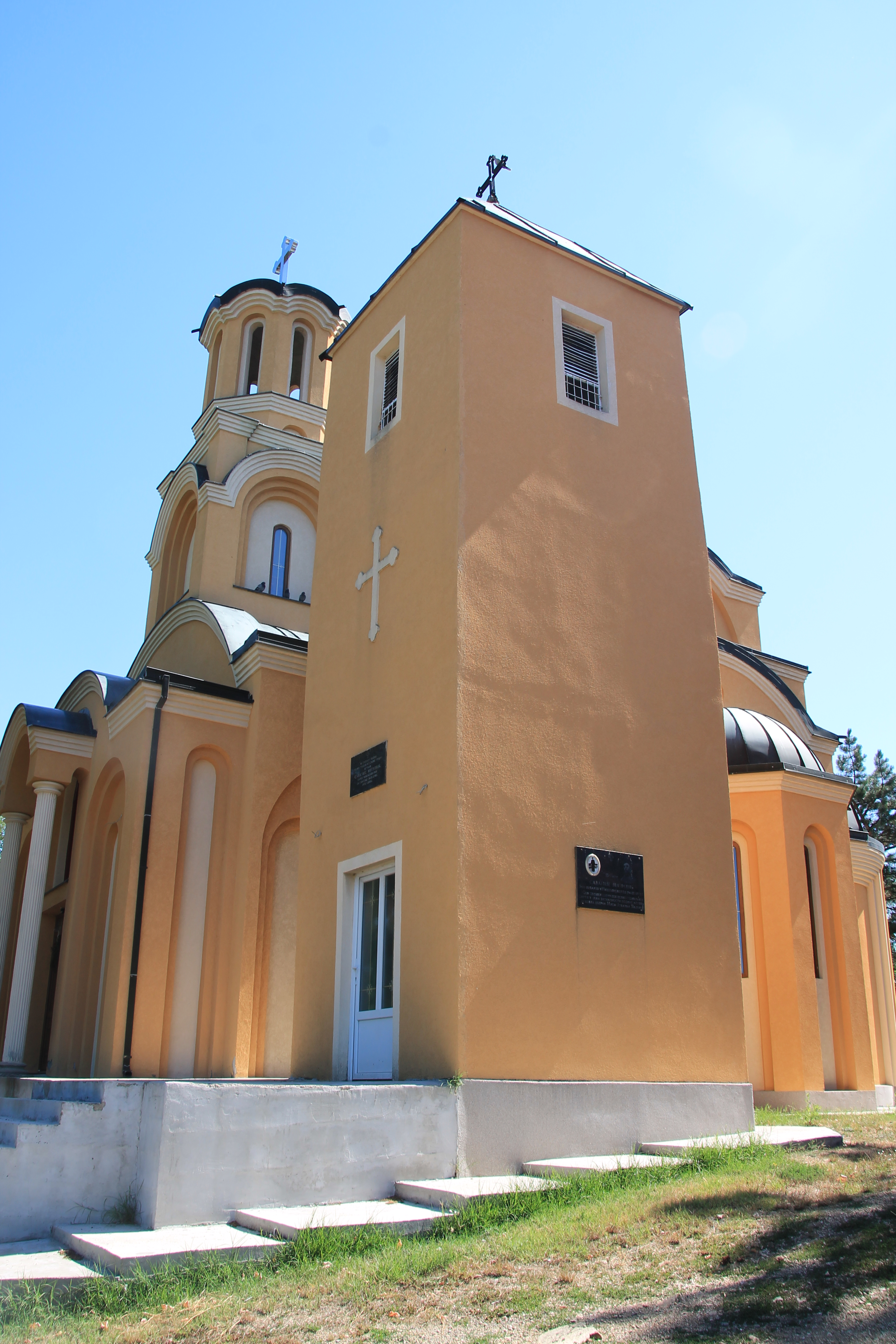
Klocktornet.
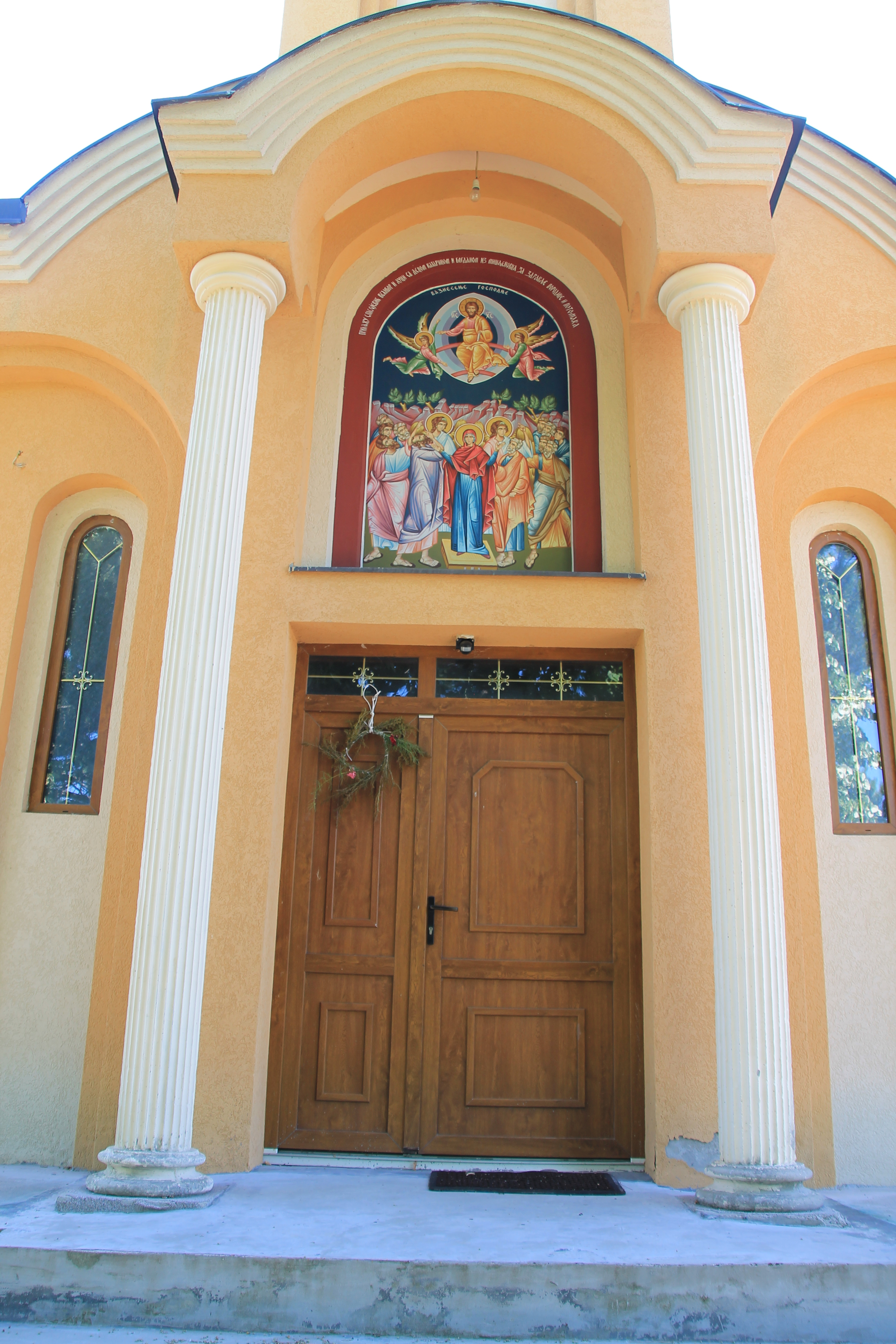
Entrén.